# اسکندر میرزا (سیاستمدار)
سرلشکر اسکندر میرزا (بنگالی: ইস্কান্দার মীর্জা)؛ (۱۳ نوامبر ۱۸۹۹ – ۱۳ نوامبر ۱۹۶۹) یک نظامی و سیاست‌مدار اهل پاکستان و نخستین رئیس‌جمهور پاکستان بود که دوران حکومت وی از ۲۳ مارس ۱۹۵۶ میلادی تا ۲۷ اکتبر ۱۹۵۸ طول کشید.

## خاکسپاری در تهران
اسکندر میرزا، نخستین رئیس جمهور پاکستان که در ۷۰ سالگی در ۱۳ نوامبر ۱۹۶۹ در لندن فوت شده بود یک روز بعد یعنی ۱۴ نوامبر برابر با ۲۴ آبان ۱۳۴۸ خورشیدی، بر اساس وصیت‌نامه خودش در تهران با حضور مقامات ارشد ایران و همسر ایرانی‌اش بانو ناهید امیر تیمور کلالی در مسجد سپهسالار تهران تشییع رسمی شد. پیکرش در امامزاده عبدالله (ری) به خاک سپرده شد.